# Jovan Kljajic
Jovan Kljajic (Podgorica, 11 de septiembre de 2001) es un jugador de baloncesto profesional montenegrino. Mide 1,96 metros y juega en la posición de escolta, actualmente pertenece a la plantilla del Covirán Granada de la Liga Endesa. Es internacional con la Selección de baloncesto de Montenegro.

## Carrera deportiva
Formado en las categorías inferiores del KK Buducnost, en 2016 ingresó en la cantera del CB Gran Canaria para formar parte del equipo de Liga EBA.
El 7 de diciembre de 2017, se convierte en el jugador más joven en debutar con el Herbalife Gran Canaria a la edad de 16 años y 98 días, en un encuentro de Eurocup frente al Tofas Bursa.
Durante las temporadas siguientes formaría parte del CB Gran Canaria Claret, realizando buenos promedios anotadores. En 2019, sería vencedor del Torneo Junior Ciudad de Hospitalet.
Durante la temporada 2019-20, en las filas del CB Gran Canaria Claret en Liga EBA, promediando casi 15 de valoración en los últimos 3 encuentros antes de la suspensión de la liga por la pandemia.
El 20 de octubre de 2019, debutó con el Herbalife Gran Canaria en la Liga Endesa, en un encuentro de la jornada 5 frente al FC Barcelona en el que jugó un minuto y cuarenta segundos.
En la temporada 2020-21, formaría parte de la dinámica del primer equipo de Liga Endesa con el jugaría los primeros encuentros de liga. Durante el inicio de la temporada 2020-21, Jovan jugaría tanto con el primer equipo como con el filial en LEB Plata, dónde promedia 13 puntos, 2 rebotes y 3 asistencias en 2 encuentros disputados.
El 20 de octubre de 2020, el jugador es renovado por 4 temporadas por el Herbalife Gran Canaria y lo cede hasta el final de temporada al Bilbao Basket de la Liga Endesa.
El 20 de agosto de 2021, firma por el Krepšinio klubas Prienai de la Lietuvos Krepšinio Lyga.
El 3 de mayo de 2023, se proclamó campeón de la Eurocup con Gran Canaria ganando en la final a Turk Telekom por 71-67.
El 11 de julio de 2025, fichó por el Covirán Granada de la Liga Endesa.

## Internacional
Sería un fijo es las convocatorias de las categorías inferiores de la Selección de baloncesto de Montenegro con el que participaría en el Mundial sub-17 de 2018. Además, en 2020 se convierte en internacional absoluto por la selección de su país.